# Mattia Zanotti
Mattia Zanotti (sinh ngày 11 tháng 1 năm 2003) là một cầu thủ bóng đá chuyên nghiệp người Ý hiện đang thi đấu ở vị trí hậu vệ cánh phải cho câu lạc bộ Inter Milan tại Serie A.

## Sự nghiệp thi đấu
Zanotti là sản phẩm của lò đào tạo trẻ Virtus Feralpi Lonato và Brescia, trước khi chuyển đến lò đào tạo Inter Milan vào năm 2017. Ngày 1 tháng 10 năm 2021, Zanotti ký hợp đồng chuyên nghiệp với Inter Milan, có thời hạn đến năm 2025. Anh có trận ra mắt Serie A cho đội bóng, trong chiến thắng 4–0 trước Cagliari vào ngày 12 tháng 12 năm 2021, khi vào sân thay người ở phút thứ 83.

## Sự nghiệp thi đấu quốc tế
Zanotti đã từng đại diện cho Ý ở các cấp độ U-15, U-16, U-17 và U-19.
Tháng 5 năm 2023, anh có tên trong danh sách cầu thủ U-20 Ý của huấn luyện viên Carmine Nunziata tham dự Giải vô địch bóng đá U-20 thế giới 2023 ở Argentina.

## Danh hiệu
Inter Milan
- Siêu cúp bóng đá Ý: 2022[9]